# Mathieu da Costa
Pour les articles homonymes, voir da Costa.
Mathieu da Costa, aussi connu sous les noms Mateus da Costa, Mathieu de Coste, Matheus de Cost et een Swart genamd Matheu, (fl. 1607-1619), est un interprète. Il est considéré par les historiens comme la première personne d'origine africaine ou afro-descendante venue au Canada (à l'époque de la Nouvelle-France). 

## Résumé
Mathieu da Costa, référé comme nègre dans la documentation de l’époque (1607), fut engagé en date indéterminée par les protestants de La Rochelle, Pierre du Gua sieur des Monts (Pierre du Gua de Monts) associé à d’autres commerçants rochelais, pour servir en tant qu’interprète (truchement) entre les Français et les peuples des Premières Nations du Nord de l'Amérique. Pendant l’année de 1609, il fut le personnage central d’un litige entourant Pierre Dugua de Monts (Pierre Du Gua, Sieur de Monts), son secrétaire Jean Ralluau et Nicolas de Beauquemare, commerçant français. Il était question d’indemnisations concernant quelques dépenses encourues l’année précédente par le secrétaire Ralluau au cours de ses voyages aux Provinces-Unies des Pays-Bas, où il s’était déplacé pour acheter du commerçant Beauquemare le contrat signé entre celui-ci et l’interprète. La suite de la vie de Mathieu da Costa nous est inconnue.

## Chronologie
- 1604-1606 — Il s’engage à servir Pierre Dugua de Mons en tant que truchement, pour les voyages en Acadie et Canada.
- 1607 — Il est séquestré dans les côtes atlantiques du Saint-Laurent  par l’équipage d'Hendrick Lonck, capitaine du vaisseau Lion Blanc, battant pavillon des Provinces-Unies des Pays-Bas.
- 1608 — Il retourne en Europe à bord du Lion Blanc. À Amsterdam il s’engage à servir le commerçant français Nicolas de Beauquemare, intéressé dans la traite des fourrures au Canada et en Acadie, en tant qu’interprète (truchement) pour la somme de 195 livres.
- 1608 — Pierre Gua sieur des Monts  négocie avec Nicolas de Beauquemare l’achat du contrat précédent puisque les services de Mathieu da Costa l’intéressent toujours.
- 1609 — Nicolas de Beauquemare cède le précédent contrat à Pierre Gua sieur des Monts, par l’entremise du secrétaire Jean Ralluau qui se déplace aux Provinces-Unies des Pays-Bas pour ramener Mathieu da Costa à La Rochelle.
- 1609 — Le secrétaire Jean Ralluau fait emprisonner Mathieu da Costa au Havre, pour l’obliger à honorer ses engagements. Dans la documentation, le mot « insolence » est utilisé à l’égard de Mathieu da Costa (« les insolences du dit nègre »).

## Analyses
On peut induire, à la suite de l’analyse des sources, que Mathieu da Costa, outre le pidgin basco-algonquin, s’exprimait dans l’une des langues des peuples des Premières Nations établis sur le territoire connu par les Français comme Acadie, qui englobe aujourd’hui les trois provinces canadiennes de la Nouvelle-Écosse, du Nouveau-Brunswick et de l’Île-du-Prince-Édouard (île Saint-Jean) ainsi que l’Île du Cap Breton. Parce que les expéditions financées par Pierre du Gua et ses associés se concentrèrent d’abord autour de la Nouvelle-Écosse où ils fondèrent l’habitation de Port-Royal (Nouvelle-Écosse)), aujourd’hui l'Annapolis Royal, en plein territoire de la nation Mi’kmaq (Micmac) (les Souriquois dans la documentation française de l’époque), on suppose que Mathieu da Costa parlait cette langue. Personne n’apprenait les langues des Premières Nations sans s’exposer à un contact prolongé et intime. Plus tard, les Français qui coloniseront la vallée Laurentienne prendront l’habitude de confier à leurs alliés des Premières Nations des jeunes Français émigrés qui partageront la vie des peuples autochtones dans le but d’apprendre leurs idiomes.
 
  
On peut donc inférer que Mathieu da Costa vécut parmi les Premières Nations sur la côte atlantique. Peu de doutes peuvent subsister sur les connaissances linguistiques de Mathieu da Costa puisqu’il négocia ses services d’interprète (truchement) en échange d’une somme assez importante. L’origine de Mathieu da Costa reste toujours énigmatique. Son nom "da Costa" est un nom typiquement portugais. Aussi, le Portugal maintenait à l’époque des relations plus ou moins cordiales avec quelques royaumes africains, et les navigateurs portugais sillonnaient les côtes d’Afrique, en escale vers l’Inde, à cause du commerce des épices. 
 
 La traite négrière, pourtant déjà existante, n’occupait pas encore une place majeure dans l’économie portugaise. Toutefois à Lisbonne, capitale de l’empire portugais, on remarquait la présence de centaines, voire de milliers de personnes d’origine africaine. Si on peut attribuer à la plupart d’entre eux la condition d’esclave, beaucoup de ces Noirs se promenaient en hommes libres. Les rois portugais entretenaient des rapports diplomatiques avec quelques royaumes africains, par exemple le Congo. On connait l’existence d'un évêque noir, Dom Henrique, fils d'un roi du Congo, promu vicaire général du diocèse de Madère, de l'Afrique portugaise et du Brésil. À Lisbonne aussi existait une école spécifiquement créée pour instruire les sujets du roi du Congo dans la langue et la culture portugaises. 
 
 
En conclusion : l’origine de Mathieu da Costa reste donc très difficile, voire impossible, à déterminer à la lumière du peu qu’on connait de sa vie.

## Extraits d'archives
« Aujourd'hui est comparu, par devant les notaires et gardesnottes du roy notre sire en son Chastelet de Paris soubzsignez, Nicolas de Bauquemarre, marchand demeurant en la ville de Rouen estant de present en ceste ville de Paris, lequel a dit et declaré, reconnu et confessé que Mathieu de Coste, naigre, par luy cy devant et dès le ving-sixisesme jour de mai mille six cent huit prins à son service pour les voyages de Canada, Cadie et ailleurs, ainsi qu'ils qu'il est à plain declaré au brevet dudit service passé par devant Hercules Falle notaire juré residant en la ville d'Amsterdam en Hollande, a esté et est pour et au nom de (noble) Pierre du Gua, sieur de Monts, gentilhomme ordinaire de la Chambre du Roy et son lieutenant general audict païs de Canada, Acadie et Nouvelle France, qui luy auroit donné charge de ce faire.

[…] ledit negre s'estoit obligé envers ledit de Bauquemare de le servir au voiage de Canada et ailleurs à sa volonté, pour trois ans sauf plus, pour truchement ou autres services à commancer en janvier en suivant par le prix mentionné audit contrat […] »

— Robert Le Blant et René Beaudry, Nouveaux documents sur Champlain et son époque. Volume I, Publications des archives publiques du Canada no 15, Ottawa, 1967.

## Toponymie
La rue Mathieu-Da Costa à Québec est nommée en honneur à l'interprète. 